# Kenneth O. Emery
Kenneth Orris „K. O.“ Emery (* 6. Juni 1914 in Swift Current, Saskatchewan, Kanada; † 12. April 1998 in Milton, Massachusetts, Vereinigte Staaten) war ein Meeresgeologe an der Woods Hole Oceanographic Institution.

## Leben und Wirken
Emery wuchs in Texas auf. Er studierte zunächst am North Texas Agricultural College Elektroingenieurwesen, dann an der University of Illinois at Urbana-Champaign, wo er 1935 einen Bachelor, 1939 einen Master und 1941 einen Ph.D. erwarb, jeweils in Geologie und letzteres bei Francis Parker Shepard. Die Arbeit trug den Titel Lithology of the sea-floor off Southern California, für sie forschte Emery an der Scripps Institution of Oceanography. Nach zwei Jahren am Illinois State Geological Survey wechselte Emery 1943 an die Abteilung für kriegswichtige Forschungen (war research) der University of California.
1945 erhielt Emery eine Stellung an der University of Southern California, 1950 wurde er dort Professor, arbeitete aber auch noch für das United States Geological Survey. 1962 wechselte er an die Woods Hole Oceanographic Institution, wo er bis 1979 verschiedene führende wissenschaftliche Positionen innehatte, darunter Dekan für das gemeinsame Ph.D.-Programm mit dem Massachusetts Institute of Technology. Leitende Funktionen nahm Emery auch in verschiedenen wissenschaftlichen Fachgesellschaften ein, so war er Vizepräsident der Society of Economic Paleontologists and Mineralogists und der American Society of Limnology and Oceanography. Nach seiner Emeritierung in Woods Hole blieb er noch lange wissenschaftlich aktiv.
Emery arbeitete zu vielen meeregeologische Themen, darunter unterseeische Sedimenten, die Bestimmung der Grenzen der Kontinentalplatten und die Problematik, Veränderungen des Meeresspiegels an tektonisch beweglichen Küsten zu messen. Er war an etwa 360 Zeitschriftenartikeln beteiligt und schrieb 15 Fachbücher, darunter das Standardwerk Geology of the Atlantic Ocean, aber auch zu nur randständig geologischen Themen wie The Destruction of Sodom, Gomorrah, and Jericho oder The Morphology of the Rocky Members of the Solar System. In der Datenbank Scopus, die Zitationen überwiegend erst aus der Zeit nach den 1970er Jahren erfasst, sind 113 Veröffentlichungen Emerys gelistet, und er hat dort einen h-Index von 30 (Stand Juni 2024).
Kenneth Orris Emmery war seit 1941 mit Caroline Alexander († 1983) verheiratet. Das Paar hatte zwei Kinder. Nach dem Tod seiner ersten Frau war er noch dreimal verheiratet. Emery starb nach kurzer Krankheit im Alter von 83 Jahren. Seine Asche wurde im Nordatlantik verstreut.

## Auszeichnungen (Auswahl)
- 1946 Fellow der American Association for the Advancement of Science
- 1958 Guggenheim-Stipendium[2]
- 1968 Mitglied der Academia Sinica
- 1971 Mitglied der American Academy of Arts and Sciences[3]
- 1971 Mitglied der National Academy of Sciences[4]
- 1977 Mitglied der Königlich Schwedischen Akademie der Wissenschaften
- 1985 Maurice Ewing Medal der American Geophysical Union (AGU)[5]
- 1989 William H. Twenhofel Medal der Society for Sedimentary Geology (SEPM)[6]
- 1990 Ehrendoktorat der University of Southern California